# Hrabstwo Walworth (Dakota Południowa)
Hrabstwo Walworth (ang. Walworth County) – hrabstwo w stanie Dakota Południowa w Stanach Zjednoczonych. Obszar całkowity hrabstwa obejmuje powierzchnię 744,22 mil² (1927,52 km²). Według szacunków United States Census Bureau w roku 2009 miało 5228 mieszkańców.
Hrabstwo powstało w 1873 roku. Na jego terenie znajduje się gmina (township) Foster.

## Miejscowości
- Akaska
- Glenham
- Java
- Lowry
- Mobridge
- Selby